# Baryconus
Baryconus is een geslacht van vliesvleugelige insecten van de familie Scelionidae.

## Soorten
- B. europaeus (Kieffer, 1908)
- B. graeffei (Kieffer, 1908)
- B. montanus (Szabó, 1971)
- B. punctatus (Kieffer, 1908)